# Clínica Nuestra Señora de los Reyes
La Clínica Nuestra Señora de los Reyes, fundada en 1940, fue conocida como "la clínica de los toreros" por ser el establecimiento hospitalario donde se recuperaban de los percances sufridos en la Plaza de toros de la Maestranza.

## Historia
En el año 1940 un grupo de médicos sevillanos la fundaron: Francisco Navarro López, Pedro Díaz Tenorio, Pedro de Castro García, Antonio Leal Castaño y Salvador Fernández Álvarez -a cuya sociedad se unió más tarde el doctor Cristóbal Pera-. Levantada en la antigua calle Oriente, hoy avenida Luis Montoto, se la conoció como "la de los toreros" por ser la clínica donde estos se recuperaban de los percances sufridos en la Plaza de toros de la Maestranza.
Igualmente, también recibía el hospital a los futbolistas de los equipos sevillanos del Sevilla F. C. y del Real Betis (Antonio Leal Castaño fue durante muchos años médico del Sevilla Fútbol Club y Francisco Navarro, que fue su director casi perpetuo -en ella fallecería en el año 1969-, fue presidente del Real Betis Balompié).
En ella el doctor Cristóbal Pera construyó al fondo del jardín unas instalaciones y un animalario para realizar la labor experimental para su notable trabajo: Fisiopatología del Gastrectomizado, uno de los estudios clásicos de cirugía gástrica que presentó en el Congreso Internacional de Brasil.
La clínica cerró sus puertas en el año 1975, cuando ya era su único propietario Francisco Navarro Sánchez del Campo. Unos años más tarde, se reabrió en otro edificio situado en la prolongación de Luis Montoto aunque volvió a cerrar en la década de los 80.